# جوزف کیل
جوزف کیل (انگلیسی: Josef Keil; ۱۳ اکتبر ۱۸۷۸ – ۱۳ دسامبر ۱۹۶۳) انسان‌شناس، باستان‌شناس، تاریخ‌نگار، و استاد دانشگاه اهل اتریش بود.